# Scharteucke
Scharteucke ist ein Ortsteil der Einheitsgemeinde Stadt Jerichow im Landkreis Jerichower Land in Sachsen-Anhalt.

## Geografie
Das Dorf Scharteucke liegt am Schaugraben 25 Kilometer nordöstlich der Kreisstadt Burg zwischen Jerichow und Genthin und gehört zur Ortschaft Redekin. Der Bahnhof Scharteucke lag an der Bahnstrecke Genthin–Schönhausen.

## Geschichte
Im Jahre 1382 wird Scharteucke erstmals als Schartelwelke im Lehnbuch der Magdeburger Erzbischöfe Ludwig und Friedrich II erwähnt. Im Jahre 1446 gab Erzbischof Friedrich III. das wüste Dorf Schartouwke als Lehen an die Familie von Tresckow. 1464 erhielt Ilse von Tresckow, die Witwe Herrmann von Treskows, neun Stück an der „Mark Schartauweke bei Redekin“ zum Leibgedingen. Rudolf von Tresckow verlegte 1510 die Schäferei von Nielebock nach Scharteucke.
Am 29. Oktober 1563 fand in Schartauichen eine lutherische Kirchenvisitation statt. Den Namen „Schartauichen“ interpretiert Wernicke als „Klein Schartau“.
Am 1. Juli 1596 war mit dem Bau einer kleinen Holzkirche mit Turm begonnen worden.
1746 erkrankte der älteste Sohn des Levin Friedrich von Tresckow. Aus Sorge um das Kind gab er das Gelübte ab: „Wenn der Sohn wieder gesundet, dann will ich eine neue Kirche bauen.“ Am 10. April 1747 war das Fundament der Kirche errichtet, am 1. Juni 1747 der Knopf und die Fahne auf den Turm gesetzt. Im August 1747 war die Kirche fertig gestellt. Die Familie von Tresckow übersiedelte am 21. November 1747 von Neuermark nach Scharteucke und blieb Eigentümer des Rittergutes bis 1790. Im 19. Jahrhundert wird eine Familie von Brauchitsch als Eigentümer genannt.
Im Jahre 1905 hatte die Landgemeinde 195 Einwohner und der Gutsbezirk 17 Einwohner. Die Gemeinde hatte im Jahre 1939 253 Einwohner.
Am 30. September 1928 wurde der Gutsbezirk Scharteucke mit der Landgemeinde Scharteucke vereinigt.
Am 20. Juli 1950 wurde die bis dahin eigenständige Gemeinde Scharteucke nach Redekin eingemeindet.

## Sehenswürdigkeiten
Die Dorfkirche Scharteucke ist ein einfaches Rechteck mit Fachwerkturm. Im Innern ein hölzerner Taufengel mit einem kleinen Exemplar der Messingschüsseln mit dem Sündenfall. Um die Jahreswende 1813 brach die Westseite des Turmes zusammen. Die Orgel der Kirche wurde nach dem Zweiten Weltkrieg zerstört. Seit 1976 setzte sich die Pastorin aus Redekin sich für den Erhalt der Kirche ein. Im Jahre 1990, wenige Monate nach der Wende, gelang es, das Fachwerk und die Außenwände des Turmes zu sanieren. Von 1991 bis 1997 wurde die Kirche in Regie eines Fördervereins restauriert. Am 30./31. August 1997 erfolgte die Einweihung der neu sanierten Kirche.

## Religion
Die evangelischen Christen gehören zur evangelischen Kirchengemeinde Scharteucke, die früher als Filiale zur Pfarrei Nielebock gehörte, wobei Nielebock ab 1929 von der Pfarrei Ferchland aus betreut wurde. Heute gehört die Kirchengemeinde zum Kirchspiel Jerichow im Pfarrbereich Jerichow des Kirchenkreises Stendal im Propstsprengel Stendal-Magdeburg der Evangelischen Kirche in Mitteldeutschland.
Die katholischen Christen gehören zur Pfarrei Sankt Marien in Genthin im Bistum Magdeburg.